# پاسکال هاوت
پاسکال هاوت (انگلیسی: Pascal Havet؛ زادهٔ ۲۱ ژوئن ۱۹۶۴) بازیکن فوتبال اهل فرانسه است.
از باشگاه‌هایی که در آن بازی کرده‌است می‌توان به باشگاه فوتبال المپیک لیون اشاره کرد.